# Chorebus brevifemur
Chorebus brevifemur är en stekelart som först beskrevs av Vladimir Ivanovich Tobias 1962.  Chorebus brevifemur ingår i släktet Chorebus och familjen bracksteklar. Inga underarter finns listade i Catalogue of Life.